# Gwon Han-na
Gwon Han-na (født 22. november 1989) er en kvindelig sydkoreansk håndboldspiller som spiller for Busan BISCO Handball Club og Sydkoreas kvindehåndboldlandshold.
Hun repræsenterede Sydkorea, under VM i kvindehåndbold 2019 i Japan og ligeledes ved Sommer-OL 2012 i London og Sommer-OL 2016 i Rio de Janeiro.